# Bildtafel der Seeschifffahrtszeichen in Deutschland
Diese Bildtafel der Seeschifffahrtszeichen in Deutschland beinhaltet die Schifffahrtszeichen, wie sie in der Anlage I der Seeschifffahrtsstraßen-Ordnung aufgelistet werden.

## Flaggenzeichen

A.16 Aufforderung zum Anhalten (Flagge „L“, „Lima“)

## Tafelzeichen

### Gebots- und Verbotszeichen

A.1a Überholverbot für alle Fahrzeuge
A.1b Überholverbot für Schleppverbände
A.2 Begegnungsverbot an Engstellen
A.3 Geschwindigkeitsbeschränkung
A.4 Geschwindigkeitsbeschränkung wegen Gefährdung durch Sog oder Wellenschlag
A.5 Geschwindigkeitsbeschränkung vor Stellen mit Badebetrieb
A.6 Einhalten des Fahrabstandes
A.7 Anhalten vor beweglichen Brücken, Sperrwerken und Schleusen
A.8 Ankerverbot
A.9 Festmacheverbot
A.10 Liegeverbot
A.11 Einhalten einer Fahrtrichtung
A.12 Abgabe von Schallsignalen
A.13 Anhalten in Schleusen (Drempel-Markierung)
A.14 Durchfahren von Brücken
A.15 Ende einer Gebots- oder Verbotsstrecke in einer Richtung
A.18a Sperrung der gesamten Schifffahrtsstraße oder einer Teilstrecke - Dauernde Sperrung

### Warnzeichen und Hinweiszeichen

B.1a Fährstelle für freifahrende Fähren
B.1b Fährstelle für nicht freifahrende Fähren
B.2a Durchfahren von festen Brücken; in beiden Richtungen befahrbar
B.2b Durchfahren von festen Brücken; in einer Richtung befahrbar
B.3 Fernsprechstelle
B.4 Grenzen eines Weichengebietes am Nord-Ostsee-Kanal
B.5 Wasserski
B.7 Querströmung
B.8 Wassermotorräder

## Körperzeichen

### Gesperrte Wasserflächen

A.17a Fahrverbot für Maschinenfahrzeuge und Wassermotorräder (Badezone)
A.17b Sperrgebiete

### Wasserstraßen (Lateralsystem)

B.10 Kennzeichnung der Zufahrt zu Fahrwassern und der Mitte von Schifffahrtswegen
B.11a Steuerbordseite des Fahrwassers
B.11b Backbordseite des Fahrwassers

### Abzweigende oder einmündende Fahrwasser

B.13a Steuerbordseite des durchgehenden Fahrwassers / Backbordseite des abzweigenden oder einmündenden Fahrwassers
B.13b Backbordseite des durchgehenden Fahrwassers / Steuerbordseite des abzweigenden oder einmündenden Fahrwassers

### Reeden

B.14a Allgemeine Reeden
B.14b Reeden für Fahrzeuge, die bestimmte gefährliche Güter befördern
B.14c Reeden für unter Quarantäne stehende Fahrzeuge

### Gefahrenstellen (Kardinalsystem)

B.15 Gefahrenstellen

Die Spitzen der Toppzeichen der Tonne und der Körper der Tonne mit schwarz-gelbem Anstrich markiert geben an, wo sich die Tonne bezogen auf die Gefahrenstelle befindet.

B.15a Nord-Kardinal-Zeichen
B.15b Ost-Kardinal-Zeichen
B.15c Süd-Kardinal-Zeichen
B.15d West-Kardinal-Zeichen

B.15 Gefahrenstellen Nord: Q Ost: Q(3)10s Süd: Q(6)+LFl.15s West: Q(9)15s
B.15a Nord-Kardinal-Zeichen Q ununterbrochene Blitze 1 Blitz pro Sekunde
B.15b Ost-Kardinal-Zeichen Q(3)10s 3 Blitze + Pause in 10 Sekunden
B.15c Süd-Kardinal-Zeichen Q(6)+LFl.15s 6 Blitze + 1 Blink + Pause in 15 Sekunden
B.15d West-Kardinal-Zeichen Q(9)15s 9 Blitze + Pause in 15 Sekunden

Feuer-Kardinalzeichen
- B.15 Gefahrenstellen 
 Nord: Q 
 Ost:   Q(3)10s 
 Süd:   Q(6)+LFl.15s 
 West: Q(9)15s
- B.15a Nord-Kardinal-Zeichen 
 Q 
 = ununterbrochene Blitze 
 1 Blitz pro Sekunde
- B.15b Ost-Kardinal-Zeichen 
 Q(3)10s 
 = 3 Blitze + Pause 
 in 10 Sekunden
- B.15c Süd-Kardinal-Zeichen 
 Q(6)+LFl.15s 
 = 6 Blitze + 1 Blink + Pause 
 in 15 Sekunden
- B.15d West-Kardinal-Zeichen 
 Q(9)15s 
 = 9 Blitze + Pause 
 in 15 Sekunden

B.15e Einzelgefahrenstelle

### Besondere Gefahrenstellen

B.16 Besondere Gebiete und Stellen

### Festmachertonnen

B.17 Festmachetonne

## Lichtsignale

### Schutzbedürftige Anlage, Sog und Wellenschlag vermeiden

Bei Nacht
Am Tage

### Dauernde Sperrung der gesamten Schifffahrtsstraße oder Teilstrecke

Bei Nacht
Am Tage

### Außergewöhnliche Schifffahrtsbehinderung

Bei Nacht
Am Tage